# Орьё
Орьё (фр. Orieux, окс. Aurius) — коммуна во Франции, находится в регионе Юг — Пиренеи. Департамент — Верхние Пиренеи. Входит в состав кантона Турне. Округ коммуны — Тарб.
Код INSEE коммуны — 65337.

## География
Коммуна расположена приблизительно в 650 км к югу от Парижа, в 105 км юго-западнее Тулузы, в 18 км к востоку от Тарба.

## Климат
Климат умеренно-океанический с солнечной тёплой погодой и обильными осадками на протяжении практически всего года.

## Население
Население коммуны на 2010 год составляло 107 человек.
| 1962 | 1968 | 1975 | 1982 | 1990 | 1999 | 2010 |
| ---- | ---- | ---- | ---- | ---- | ---- | ---- |
| 141  | 132  | 126  | 127  | 120  | 113  | 107  |

## Администрация
| Период | Период | Фамилия         | Партия | Примечания |
| ------ | ------ | --------------- | ------ | ---------- |
| 2001   | 2014   | Сильви Саррамеа |        |            |
| 2014   | 2020   | Сильви Муледус  |        |            |

## Экономика
В 2010 году среди 69 человек трудоспособного возраста (15-64 лет) 51 были экономически активными, 18 — неактивными (показатель активности — 73,9 %, в 1999 году было 66,2 %). Из 51 активных жителей работали 47 человек (27 мужчин и 20 женщин), безработных было 4 (3 мужчин и 1 женщина). Среди 18 неактивных 2 человека были учениками или студентами, 7 — пенсионерами, 9 были неактивными по другим причинам.